# Dismal Lakes
Dismal Lakes är sjöar i Kanada.   De ligger i territoriet Nunavut, i den centrala delen av landet, 3 400 km nordväst om huvudstaden Ottawa. Dismal Lakes ligger 255 meter över havet. Arean är 117 kvadratkilometer. Den sträcker sig 35,7 kilometer i nord-sydlig riktning, och 46,6 kilometer i öst-västlig riktning.
Omgivningarna runt Dismal Lakes är i huvudsak ett öppet busklandskap. Trakten runt Dismal Lakes är nära nog obefolkad, med mindre än två invånare per kvadratkilometer.